# Cyphonistes brachti
Cyphonistes brachti är en skalbaggsart som beskrevs av Heinrich Bernward Prell 1912. Cyphonistes brachti ingår i släktet Cyphonistes och familjen Dynastidae. Inga underarter finns listade i Catalogue of Life.